# خيرمان سانشيز (غطاس)
خيرمان سانشيز (بالإسبانية: Germán Sánchez) هو غطاس مكسيكي، ولد في 24 يونيو 1992 في غوادالاخارا في المكسيك.

## وصلات خارجية
- خيرمان سانشيز على موقع الاتحاد الدولي للسباحة (الإنجليزية)
- خيرمان سانشيز على موقع قاعدة بيانات الغوص IAT (الألمانية)
- خيرمان سانشيز على موقع أوليمبيديا (الإنجليزية)